# Софиевский район
Софи́евский райо́н (укр. Софіївський район) — упразднённая административно-территориальная единица на западе Днепропетровской области Украины. Административный центр — пгт Софиевка.

## История
Район образован 7 марта 1923 года в составе Криворожского округа.
21 января 1959 года к Софиевскому району была присоединена часть территории упразднённого Сталинского района, а 12 ноября 1959 года — часть территории упразднённого Криворожского района.

## Характеристика

### География
Район расположен на юго-западе Днепропетровской области. С ним соседствуют Пятихатский, Криничанский, Солонянский, Никопольский, Апостоловский и Криворожский районы Днепропетровской области.
Площадь района 1360 км².
На территории района протекают реки: Саксагань, Сухая Саксагань, Каменка, Жёлтенькая, Базавлук, Базавлучок, Балка Григоровка, Балка Петина, Балка Терновая, Демурина, Водяная и Макортовское водохранилище.

### Демография
Население района составляет 28 541 человек (данные 2001 г.), в том числе в городских условиях проживают 8 243 человека, в сельских — 20 298 человек.

### Спорт
Софиевская федерация тяжёлой атлетики и армспорта создана в 2000 году. Президент федерации Мастер спорта СССР по тяжёлой атлетике В. А. Круглик. За годы работы воспитаны чемпионы Украины по пауерлифтингу Сергей Кобзарь (юноши), двукратный чемпион Украины Евгений Адамчук (армспорт, юноши), чемпион Украины среди спортсменов «Инваспорта», участник чемпионатов Европы (Болгария, 2008) и мира (Канада, 2008; Италия, 2009) Александр Буря (армспорт, юноши), двукратный призёр чемпионатов Европы, участник чемпионата мира (4-е место) по армспорту Е. Адамчук, участник чемпионата Европы Сергей Недоруба (Болгария, 2005). Чемпионами Украины среди ветеранов были Анатолий Вичеровский, Виктор Круглик, Павел Табацкий. Призёром чемпионатов Европы среди ветеранов становился В. А. Круглик. Воспитаны множество призёров чемпионатов и Кубков Украины по пауерлифтингу, армспорту — Сергей Кончак, Валентина Евчева, Евгений Гойденко. Среди воспитанников федерации мастера спорта Украины, множество кандидатов в мастера спорта.

## Административное устройство
Район включает в себя:

### Местные советы[9]
- Софиевский поселковый совет
- Вакуловский сельский совет
- Девладовский сельский совет
- Запорожский сельский совет
- Каменский сельский совет
- Марье-Дмитровский сельский совет
- Николаевский сельский совет
- Нововасилевский сельский совет
- Новоалексеевский сельский совет
- Новоюльевский сельский совет
- Ордо-Василевский сельский совет
- Першотравенский сельский совет

### Населённые пункты[10]
- с. Авдотьевка (Новоюльевский сельский совет)
- с. Авдотьевка (Вакуловский сельский совет)
- с. Александро-Беловка
- с. Александровка
- с. Алексеевка
- с. Андреевка
- с. Анно-Николаевка
- с. Базавлучок
- с. Братское
- с. Вакулово
- с. Вербовое
- с. Весёлое Поле
- с. Вильне Життя
- с. Вишнёвое
- с. Владимировка (Николаевский сельский совет)
- с. Владимировка (Ордо-Василевский сельский совет)
- с. Водяное
- с. Гончарово
- с. Грушки
- пос. Девладово
- с. Долговка
- с. Жёлтое
- с. Завьяловка
- с. Запорожское
- с. Зелёное
- с. Зелёный Гай
- с. Излучистое
- с. Калашники
- с. Каменка
- с. Катериновка
- с. Катерино-Наталовка
- с. Ковалёво
- с. Кодак
- с. Криничеватое
- с. Кринички
- с. Ленина
- пос. Лошкарёвка
- с. Любимовка
- с. Любое
- с. Макорты
- с. Марьевка (Вакуловский с/с)
- с. Марьевка (Ордо-Василевский с/с)
- с. Марье-Дмитровка
- с. Марье-Константиновка
- с. Михайловка
- с. Мотина Балка
- с. Назаровка
- с. Непереможное
- с. Николаевка
- с. Новая Заря
- с. Новоалексеевка
- с. Нововасилевка
- с. Нововитебское
- с. Новомихайловка
- с. Новопетровка
- с. Новоподольское
- с. Новохортица
- с. Новоюльевка
- с. Новые Ковна
- с. Ордо-Василевка
- с. Отрубок
- с. Павловка
- с. Перше Травня
- с. Петровка
- с. Петрово
- с. Петропавловка
- пос. Потоцкое
- с. Райполе
- с. Садовое
- с. Сергеевка
- пгт Софиевка
- с. Спокойствие
- с. Степовое
- с. Тарасовка
- с. Терноватка
- с. Трудолюбовка
- с. Украинка
- с. Червоное Поле
- с. Червоный Яр
- с. Широкое
- с. Южное

#### Ликвидированные населённые пункты[11]
- с. Поддубное
- с. Червоный Дуб